# St. Alexander und Georg (Niedersonthofen)

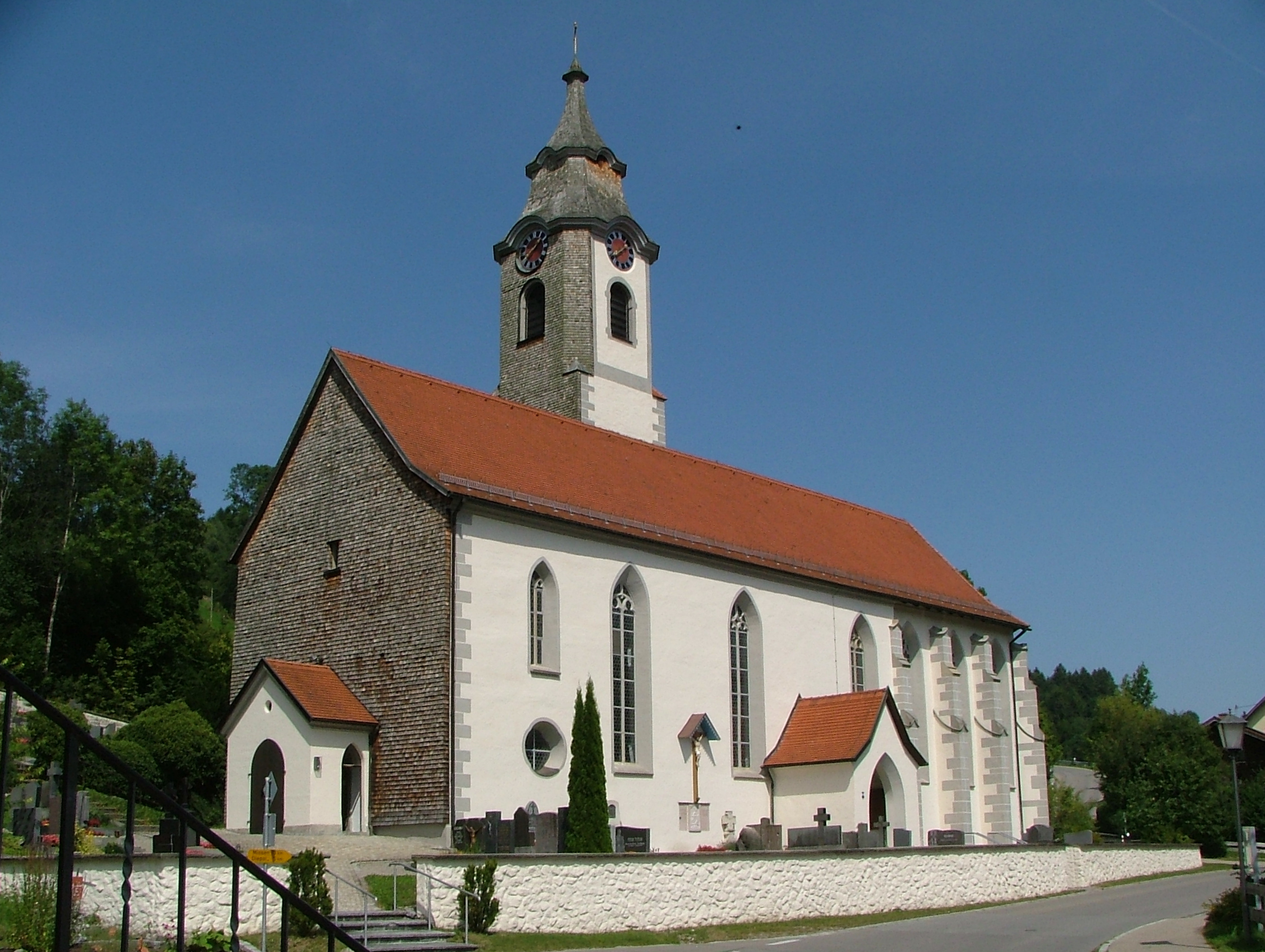
St. Alexander und Georg in Niedersonthofen

Die römisch-katholische Pfarrkirche St. Alexander und Georg steht in Niedersonthofen, einem Gemeindeteil von Waltenhofen im schwäbischen Landkreis Oberallgäu in Bayern. Das denkmalgeschützte Bauwerk ist in der Liste der Baudenkmäler in Waltenhofen unter der Nr. D-7-80-143-29 eingetragen.

## Beschreibung
Die Saalkirche wurde im frühen 16. Jahrhundert errichtet. Sie besteht aus einem Langhaus, einem wenig eingezogenen, von Strebepfeilern gestützten Chor mit Fünfachtelschluss im Osten und einem Kirchturm auf quadratischem Grundriss an der Nordwand des Langhauses, dem 1767/68 nach einem Entwurf von Johann Georg Specht ein Geschoss mit abgeschrägten Ecken aufgesetzt wurde, das die Turmuhr und den Glockenstuhl mit fünf Kirchenglocken beherbergt. Darauf sitzt eine gestaffelte Haube. Der Innenraum des Langhauses ist mit einer Flachdecke überspannt, der des Chors mit einem Netzgewölbe, nachdem im 18. Jahrhundert die Gewölberippen abgeschlagen worden sind. Über dem Chorbogen befindet sich das Wappen der Grafschaft Königsegg-Rothenfels. Die Fresken an der südlichen Langhauswand aus der zweiten Hälfte des 16. Jahrhunderts wurden erst 1967 freigelegt. Die Deckenmalerei im Langhaus hat 1777 Franz Anton Weiß hergestellt. Eine Kreuzigungsgruppe mit Jerusalem als Hintergrund wurde um 1837 von Alois Keller gestaltet. Den Kreuzweg hat 1763/64 Johann Michael Koneberg geschaffen.